# Émile Laurent (peintre verrier)
Pour les articles homonymes, voir Émile Laurent et Laurent.
Émile Laurent, né le 20 avril 1802 à Versailles, et mort le 29 juillet 1863 à Paris, est un peintre verrier.

## Biographie
Émile Laurent est le fils de Georges Laurent (1770-?) et de Cécile Thérèse Françoise Gelineck (1771-1842).
En 1828, il épouse à Orléans, Caroline Angélique Huet (1804-1851). En novembre 1834 nait leur fille Caroline Adèle.
Il a été imprimeur éditeur à Bruxelles. En 1842, il a repris la fabrique de vitraux d'Alexandre Billard, médecin, chimiste et peintre-verrier, située 15 rue Neuve-Ménilmontant qu'il renomme « Laurent et Compagnie ». En 1843, il a exécuté deux vitraux pour le transept de la chapelle des sœurs du Sacré-Cœur d'Ernemont de Rouen, ainsi que des verrières pour la nef, l'abside et les chapelles de la basilique Saint-Denis, entre 1842 et 1847, à la demande de François Debret.
En 1847, François Debret est écarté de la restauration de la basilique Saint-Denis, remplacé par Eugène Viollet-le-Duc. La même année Gaspard Gsell a rejoint l’atelier de vitraux d’Émile Laurent. La raison sociale de l'atelier prend alors le nom de « Laurent, Gsell et Compagnie ». Ils ont créé et restauré de nombreuses verrières de style archéologique ou néo-gothique. L'atelier est établi au 21, rue Saint-Sébastien, en 1849, puis au 43, à partir de 1851, l'atelier s'installe par la suite au 23, rue du Montparnasse. Très vite, la nouvelle entreprise reprend la clientèle de l'atelier de vitraux de la verrerie de Choisy-le-Roi qui périclitait.
Le 8 décembre 1859, sa fille Caroline Adèle se marie avec son associé, Gaspard Gsell. En 1860, l’atelier prend le nom de « Laurent et Gsell », puis, dans les années soixante-dix, « Gsell-Laurent ». Cette évolution semble indiquer que Gaspard Gsell a pris l'entière direction de l'atelier. Gaspard Gsell a vendu l'atelier à son fils Albert Jacques Jules, le 3 mars 1892.
En 1862, le critique Alfred Darcel écrit dans L'Illustration no 1024 sur les vitraux exposés à Londres par Gaspard Gsell et son associé Émile Laurent pour s'en plaindre : « Les vitraux qu’ils ont exposés nous montrent l’alliance du dessin de la Renaissance avec les fonds en mosaïque employés au XIIe siècle, et nous ne saurions approuver cet éclectisme. Il y a opposition, en effet, et non accord entre la recherche du modelé qui est nécessaire aux vitraux du XVIe siècle, et l’emploi des teintes plates qui entrent dans la composition de la mosaïque ». Ce style appelé « mixte », mêlant le pastiche de l'ornementation gothique avec le « perfectionnement » des figues, correspond à celui qui était le plus demandé par sa clientèle.
En 1864, l'atelier « Laurent et Gsell » travaille sur les verrières de l'église Saint-Vincent-de-Paul du Berceau.
On retrouve l'« atelier Gsell-Laurent » chargé de la restauration des vitraux de la collégiale Notre-Dame de Mantes-la-Jolie entre 1890 et 1892.
Il meurt à son domicile de la rue Saint-Sébastien, à l'âge de 61 ans.